# Billy Snaddon
Billy Snaddon (* 7. Juli 1969) ist ein ehemaliger schottischer Snooker- und späterer Poolbillardspieler, der zwischen 1991 und 2004 dreizehn Jahre als Profispieler verbrachte und in dieser Zeit Rang 24 der Snookerweltrangliste erreichte. Sein größter Erfolg war das Erreichen des Endspiels des China Internationals 1999.

## Karriere

### Erste Profijahre
Snaddon wurde 1969 geboren und spielte erst Fußball, bevor er nach einer Verletzung an der Hüfte zum Snooker wechselte. Zur Saison 1991/92 wurde er Profispieler, als die Profitour für alle Spieler geöffnet wurde. In seiner ersten Saison kam Snaddon bei sieben von elf Turnieren nicht über die dritte Qualifikationsrunde hinaus und schied auch bei zwei weiteren Turnieren – beim Classic in der fünften Qualifikationsrunde und bei den Welsh Open in der achten Qualifikationsrunde – in der Qualifikation aus. Im Gegensatz dazu gelang ihm bei den zwei übrigen Turnieren der Einzug in die Runde der letzten 32, jeweils mit Siegen über gute Profispieler. So besiegte er bei der UK Championship unter anderem Brian Rowswell, Eugene Hughes und Cliff Wilson und unterlag in der Runde der letzten 32 Tony Jones, bevor er bei den Strachan Open unter anderem John Campbell und Peter Francisco besiegte und in der Runde der letzten 32 gegen Franky Chan verlor. Auf der Snookerweltrangliste der nächsten Saison wurde Snaddon infolgedessen auf Rang 74 geführt, wodurch er fortan einen Großteil der Qualifikationsrunden überspringen konnte.
Im Verlaufe der nächsten Saison kam Snaddon bei sechs Turnieren nicht über die Runde der letzten 96 – der zumeist finalen Qualifikationsrunde – hinaus und schied in dieser oder einer früheren Runde hinaus. Zudem verlor er bei zwei weiteren Turnieren in der Runde der letzten 64. Gleichwohl gelang ihm aber bei der UK Championship und bei den Welsh Open der Einzug in die Runde der letzten 32 sowie beim Grand Prix und bei den International Open der Einzug ins Achtelfinale. Sein bestes Ergebnis erzielte er jedoch beim dritten Event der Strachan Challenge, einem Minor-ranking-Turnier, wo er das Halbfinale erreichte und in diesem gegen Tony Drago verlor. Auf der Weltrangliste verbesserte er sich auf Rang 59.
Auch wenn Snaddon im Vergleich zu den vorherigen Saisons deutlich bessere Endresultate vorwies, machte er durch seine häufigen frühen Niederlagen während der Saison 1993/94 kein gutes Bild: Bei neun von dreizehn Turnieren kam er nicht über die Runde der letzten 64 hinaus. Zum Anfang wurde der Schotte im Angesicht seiner dennoch guten Ergebnisse zum Scottish Masters eingeladen, wo er gegen Willie Thorne sein Auftaktspiel verlor. Bei zwei Events der Strachan Challenge erreichte er dagegen die Runde der letzten 48 beziehungsweise das Achtelfinale, schied aber jeweils in dieser Runde auch aus. Doch Snaddon beendete die Saison schließlich mit einer Überraschung, als er sich mit Siegen über den jungen Mark Williams sowie über Steve Newbury und Joe Swail für die Hauptrunde der Snookerweltmeisterschaft im Sheffielder Crucible Theatre qualifizierte. Dort unterlag er dem späteren Finalisten Jimmy White. Auf der Weltrangliste verbesserte er sich infolgedessen auf Rang 36, womit er nur knapp die Top 32 verpasste.
Im Jahr 1994 gelang ihm zudem der Gewinn des Kings Cup, als er im Finale des wohl nicht offiziell zur Profitour gehörenden Turniers den Thailänder Noppadon Noppachorn mit 8:4 besiegte. Laut Snaddon war es sein erster wichtiger Turniergewinn auf Amateur- und Profiebene. Nur wenige Minuten nach Ende des Endspiels heiratete er in einem Bangkoker Hotel Tracey Johnston.

### Etablierung in den 30ern
Auch während der Saison 1994/95 schied Snaddon bei einem großen Teil der Turniere in oder vor der Runde der letzten 64 aus, in diesem Falle bei fünf Turnieren. Davon abgesehen erreichte er bei den European Open, bei den International Open, bei den British Open sowie erneut bei der Snookerweltmeisterschaft die Runde der letzten 32 und schied bei diesen Turnieren in dieser Runde jeweils aus. Lediglich beim Dubai Classic gelang ihm der Einzug ins Achtelfinale, in dem er sich Peter Ebdon geschlagen geben musste. Zudem wurde Snaddon zum Saisonanfang erneut zum Scottish Masters eingeladen, bei dem er diesmal gegen Darren Morgan sein Auftaktspiel gewann und anschließend im Viertelfinale Steve Davis unterlag. Auf der Weltrangliste verbesserte er sich um drei Plätze auf Rang 33.
Schon in der folgenden Saison kam Snaddon erneut bei sieben von zwölf Turnieren nicht mehr über die Runde der letzten 64 hinaus, hinzu kam zudem eine Auftaktniederlage beim Scottish Masters. Dennoch konnte Snaddon auch in dieser Saison Erfolge vorweisen; er erreichte sowohl bei den German Open als auch bei den Thailand Open die Runde der letzten 32 und zog bei den Welsh Open und bei den International Open jeweils ins Achtelfinale ein. Trotzdem verschlechterte er sich auf der Weltrangliste um zwei Plätze.
In der Saison 1996/97 schaffte es Snaddon schließlich bei insgesamt acht Turnieren nicht über die Runde der letzten 64 hinaus, die er aber bei diesen Turnieren immerhin mehrheitlich erreichte. Zudem war Snaddon ein nicht zum Einsatz gekommener Reservespieler für das schottische Team beim World Cup 1996. Im Gegensatz dazu gelang ihm zum dritten Mal der Einzug in die Hauptrunde der Snookerweltmeisterschaft und er verlor dort knapp mit 9:10 gegen seinen Landsmann Alan McManus, während er beim Grand Prix und bei der UK Championship jeweils das Achtelfinale erreichte. Auf der Weltrangliste verbesserte er sich dadurch um drei Plätze auf Rang 32, wodurch er erstmals in den Top 32 der Weltrangliste geführt wurde.

### Aufstieg auf Rang 24
Durch seine gestiegene Weltranglistenposition konnte Snaddon nun bei beinahe allen Turnieren direkt an der Hauptrunde teilnehmen, verlor aber während der Saison 1997/98 deshalb auch sieben Auftaktspiele, unter anderem bei der UK Championship und in der WM-Qualifikation. Davon abgesehen erreichte Snaddon bei den German Open und bei den British Open die Runde der letzten 32 und zog beim Grand Prix ins Achtelfinale ein, in dem er gegen Matthew Stevens verlor. Auf der Weltrangliste konnte er dadurch Rang 32 halten.
Auch in der folgenden Saison verlor Snaddon mit fünf Partien eine Reihe von Auftaktspielen, darunter erneut bei der UK Championship und bei der Snookerweltmeisterschaft. Während er davon abgesehen beim Scottish Masters in der Vorqualifikation und beim Grand Prix, bei den Welsh Open und beim Thailand Masters in der Runde der letzten 32 ausschied, erreichte er bei den Irish Open das Viertelfinale und unterlag in diesem erneut Alan McManus. Sein bestes Karriereergebnis erzielte er jedoch beim China International, wo er zuerst seinen Landsmann Craig MacGillivray und anschließend die Top-Spieler James Wattana, Ronnie O’Sullivan, Stephen Lee und Stephen Hendry, dessen hauptsächlicher Trainingspartner Snaddon war, besiegte und er somit zum ersten und einzigen Mal in seiner Karriere das Finale eines Ranglistenturnieres erreichte. In diesem unterlag er aber mit 3:9 seinem Landsmann John Higgins, seinerseits zu diesem Zeitpunkt amtierender Weltmeister. Bedingt durch diesen Erfolg wurde er auf der Weltrangliste nun auf Rang 24 geführt, womit Snaddon den höchsten Platz seiner Karriere innehatte.
Während der Saison 1999/2000 konnte Snaddon erneut in sechs Fällen nicht sein Auftaktspiel gewinnen, zudem verlor er beim Scottish Masters erneut das zweite Spiel in der Vorqualifikation. Bei den anderen Turnieren war Snaddon diese Saison zudem nicht allzu erfolgreich, auch wenn er neben dem Malta Grand Prix und den Scottish Open auch bei der Snookerweltmeisterschaft die Runde der letzten 32, also in letzterem Falle die erste Hauptrunde, erreichte und in dieser gegen Jimmy White verlor. Sein bestes Saisonergebnis erzielte er beim Thailand Masters, bei dem er Willie Thorne, John Higgins und auch Jimmy White besiegte, jedoch im Viertelfinale gegen Ken Doherty verlor. Auf der Weltrangliste konnte er somit seinen 24. Platz halten.

### Letzte Profijahre
Im Laufe der Saison 2000/01 erreichte Snaddon bei insgesamt sechs Turnieren, beispielsweise bei der Snookerweltmeisterschaft, die Runde der letzten 32, schied jedoch in dieser jeweils aus. In der nächsten Saison verlor er bei insgesamt acht Turnieren sein Auftaktspiel; so unterlag er zum Beispiel in der finalen Qualifikationsrunde der Snookerweltmeisterschaft mit 9:10 Mike Dunn und verpasste damit knapp den sechsten Einzug ins Crucible. Bei den beiden anderen Turnieren erreichte er zum einen bei der Benson & Hedges Championship das Achtelfinale und musste sich Lee Walker geschlagen geben, und zum anderen bei den European Open das Viertelfinale, in dem er nach Siegen über die Engländer Barry Pinches, Peter Ebdon und Nigel Bond gegen Mark Williams verlor. Auf der Weltrangliste rutschte er über Platz 26 auf Rang 40 ab.
Nachdem er in der Saison 2002/03 lediglich bei einem von neun Turnieren sein Auftaktspiel gewinnen konnte und bei diesem, der Benson & Hedges Championship nach zwei Siegen in der Runde der letzten 32 gegen Michael Holt ausschied, konnte er in der Saison 2003/04 bei drei Turnieren immerhin ein Spiel gewinnen. Während er dabei beim Irish Masters anschließend gegen Ian Preece ausschied, konnte er sowohl beim LG Cup als auch bei den British Open jeweils drei Spiele gewinnen, bevor er in beiden Fällen in der Runde der letzten 64 verlor. Auf der Weltrangliste war er zwischenzeitlich auf Platz 67 geführt, verlor diesen jedoch im Anschluss an die nächste Saison vollends. Dadurch verlor er nach dreizehn Profijahren seinen Profistatus.
2011 nahm Snaddon als Amateur an einer Neuauflage der bereits in den 1980er-Jahren ausgetragenen Scottish Professional Championship teil, verlor jedoch sein Auftaktspiel in der Vorqualifikation gegen John Lardner.

## Persönliches
Snaddons Wohnort wurde im Laufe der Jahre unterschiedlich angegeben. Während 1994 angegeben wurde, dass er aus Alloa komme, wurde 2001 als sein Wohnort das nahe Alloa gelegene Tillicoultry angegeben. Nach seiner Karriere begann Snaddon, nun wohl wohnhaft in Sauchie, mit dem Poolbillard und konnte verschiedene kleinere Turniere gewinnen, so unter anderen die Weltmeisterschaft im Blackball.

## Erfolge
| Ausgang         | Jahr | Turnier             | Finalgegner         | Ergebnis |
| --------------- | ---- | ------------------- | ------------------- | -------- |
| Amateurturniere |      |                     |                     |          |
| Sieger          | 1994 | Kings Cup           | Noppadon Noppachorn | 8:4      |
| Profiturniere   |      |                     |                     |          |
| Zweiter         | 1999 | China International | John Higgins        | 3:9      |